# Legénd
Legénd (szlovákul: Legínd) község Nógrád vármegyében, a Rétsági járásban.

## Fekvése
A vármegye déli részén található, a Cserhát dombjai között.
A szomszédos települések: észak felől Kétbodony, északkelet felől Szécsénke, kelet felől Nógrádkövesd, délkelet felől Nógrádsáp, délnyugat felől Nézsa, nyugat felől Alsópetény, északnyugat felől pedig Romhány.

### Megközelítése

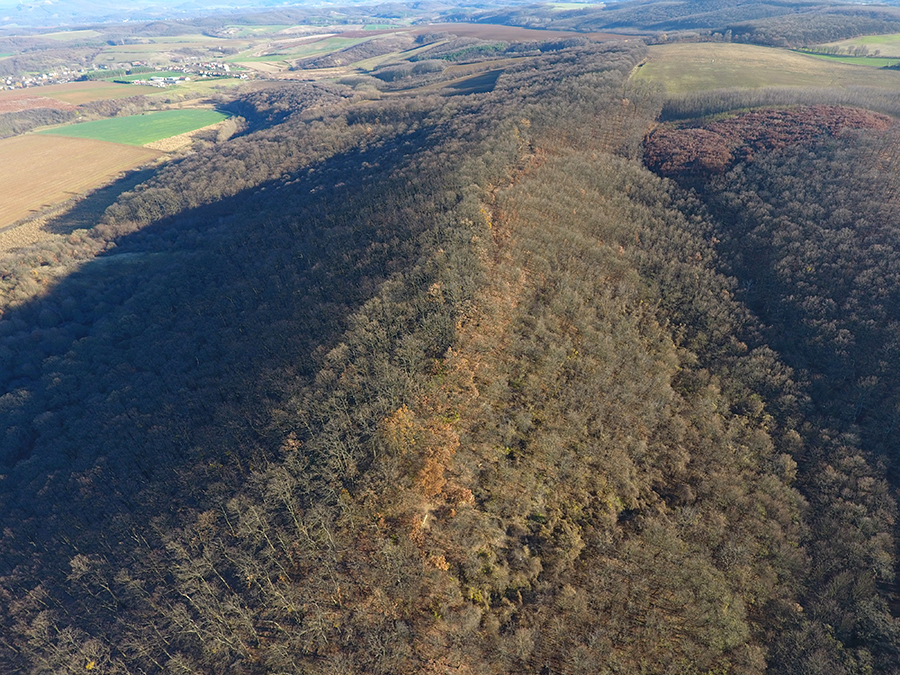
Legénd, Békavár légi fotón

Csak közúton érhető el, Nézsa vagy Nógrádsáp felől, a 2115-ös útból kiágazó és ugyanabba visszacsatlakozó 21 153-as számú mellékúton.

## Története
- Legénd az Árpád-korban alapított község. Tatárjárás előtti történetéről nem maradtak fenn írásos adatok, azonban azt, hogy azt megelőzően is lakott hely volt, megerősíti, hogy a Nógrádsáp felé eső részében álló ősi katolikus temploma körül még ma is gyűjthetők olyan cseréptöredékek, amelyek keletkezését a szakemberek a 12–13. századra teszik. Lehetséges, hogy a templom eredetileg görögkeleti rítusú volt, mivel a 18. században egy írás megemlékezik arról a keresztelőmedencéről, amely a templomból került ki, s amin a ΘΗΣΕΤΑΙ Ο ΔΕ görög felirattöredék volt olvasható. A levéltári források és a néphagyomány egyaránt megerősíti, hogy az épületnek egykor „pincéje” is volt, ami egybevág azzal a hagyománnyal, hogy valamikor kolostor működött a helyen.
- A templom környékén, és a szemközti domboldalon az eke még a legutóbbi időben is gyakran forgatott ki régi téglákat, épülettöredékeket, eszközöket a földből. Legénd régi helyét is a templomtól délre és a vele szembeni domboldalon kereshetjük. Itt, a „Kúriák”-nak nevezett dűlőben állhatott régen a birtokos család udvarháza. Egy romos kúriáról – mely akkor Radványi Ferenc tulajdonában volt – még az 1728-as országos összeírás is említést tesz.
- Az egykori élet másik nyomát az ún. Bekavár nevű domb őrzi Legénden, melynek gerincén egy Árpád-korinak feltételezett földvár maradványai találhatók.
- Legénd első okleveles említését a váci káptalan egy 1338-as oklevelében találjuk meg. Ez arról tudósít, hogy Raph fia Lőrinc hat legen-i telkének váltságáért, mely 2 márkát tett ki, lejárt tartozását Pochou fiainak, Mihálynak, Istvánnak és Tamásnak meg nem fizette, az idézésre pedig nem jelent meg.
- A Legéndy család első tagjai csupán a 14. század végén tűnnek elő a forrásokban. Nagy Iván, megyetörténeti munkájában, Mártont teszi a családfa élére, jelezve, hogy a reá vonatkozó adatok 1280–1300 között keletkeztek. A következő generációt a történettudós Márton fia Jánostól vezeti le, akinek Ilona, Benedek és György nevű gyermekét nevezi meg. Ilonáról tudjuk, hogy Bodonyi Csuda László felesége volt. A Bodonyi Csudák a Kartal nemzetséghez tartoztak, amellyel kapcsolatban a kiváló történész, Győrffy György azt feltételezte, hogy Árpád fejedelem kortársának, Kurszán kendének a leszármazotta. 1396-ban Csuda László bodonyi és szécsénkei birtokokon osztozott Legéndy András fiával. A jogügylet azt valószínűsíti, hogy a két családot nemzetségi kötelék fűzhette össze, vagyis – vélhetően – a Legéndyek is a Kartal nemhez tartoztak.
- A család a 15. században élte fénykorát. A század közepétől vannak adataink arra, hogy Nógrád vármegye egyik alispáni székét is a család tagja, Ágoston töltötte be. Szintén alispán volt a század végén több évig Bertalan, aki zálogjog címén Szirákon, Kökényesen, Detrefalván és Ecseten szerzett birtokokat.
- Külön is említést érdemel Legéndy Katalin (soror Katerina), aki a nyulakszigeti (ma: Margit-sziget) domonkos kolostor apácája volt. Feltételezhető, hogy egy ideig ő vezette a kolostor könyvtárát és dolgozott az ott működő, kultúrtörténeti jelentőségű kódex-másoló műhelyben, melyet Ráskay Lea vezetett. Legéndy Kató volt az ún. Gömöry kódex másolója, melybe személyes bejegyzéseket is írt, többször említve betegségét. Halála időpontját is tudjuk: 1517-ben hunyt el.
- A 16. század nem csak az ország, hanem a család romlását is hozta. 1500-ban már nem egyedül bírják a falut. Ekkor jelennek meg itt rövid időre a Szentlőrinci család tagjai. Legéndy Bertalan fiai 1518-ban már arra kényszerülnek, hogy a Dózsa-féle parasztháború idején Werbőczi István királyi személynöktől felvett 150 forintért cserébe neki a Heves megyei Detrefalvát átadják.
- 1541. február 27-én Cső várában Legéndy Pál „önként és szabadon bevallotta, hogy égető szükségtől hajtva egregius Baloghy Demeter úrtól 40 forint kölcsönt vett fel, mely ellenében annak zálogba adta három jobbágyát: Singh Pétert, Cheh Jánost és Resec Kelement … további 26 forint kölcsönhöz jutott, melynek ellenében Gáll Ta¬más jobbágyát zálogosította el néki.” A felsoroltak az első falulakók, akiket név szerint ismerünk.
- 1542-ben 8 portát írtak össze a településen, ami arra vall, hogy a környék átlagos nagyságú és gazdasági erejű falvai közé számított. Birtokosai közül a Ráskay család 2, Ispán András 3, Legéndy Gergely 2, míg Bernalthfy Bernát 1 portával bírt, továbbá a Legéndy család két tagjának volt még egy-egy telkes birtoka. A Legéndy család egyes tagjai már ekkor elköltözhettek innen, 1512-ben például Legéndy István, Ráskay Balázs tárnokmester tisztjeként, Debrecen város jegyzőkönyvében tűnik fel.
- A török hódoltság idején a település a váci náhijéhez tartozott. 1546-ban Mehmed budai beglerbég, hász-birtokos volt a földesura. A falu 3250 akcsét fizetett számára. 1559-ben 1474 akcse volt a kivetett adó, melynek haszonélvezője Ali bin Múszá tímár-birtokos volt. 1562–63-ban Perváne Redzseb török tiszt, tímár-birtokos kapta meg hűbérként. A fenti évek török összeírásaiban a következő legéndi családok tagjai szerepelnek: Bodoni, Gál, Tód, Nagy, Rése, Cse, Szabó, Kis, Vacsi, Jász, Pap. Közülük a Gál névvel évtizedekkel később is találkozunk, egy tanúmeghallgatás kapcsán, és esetleg az 1639-ben vallomást tévő, Legénden lakozó Tót Gergely is a 16. századi ősök leszármazottja.
- A magyar összeírásokban Legénd, 1546-ban, a szomszédos falvakkal együtt Cső várához tartozott. 1549-ben – nyilván a török miatt – a magyarok nem tudták összeírni, a következő évek portaszámai pedig a következőképp alakultak: 1567-ben 5, 1574-ben 5, 1575-ben 5, 1583-ban 3, 1588-ban 2, 1593-ban 2, 1596-ban 1 és 1598-ban 4 porta. Az utóbbi két összeírási évben Legéndy Boldizsárt és Gyürky Benedeket, illetőleg Legéndy Györgyöt írják földesurának. Ezt követően Legénd negyedszázadra eltűnik a forrásokból, ennek oka minden bizonnyal a háborús pusztulás (tudjuk, hogy 1599-ben tatár csapatok teleltek Pest vármegyében és a Galga mentén is. Itt létük után a terület majd minden községéből elmenekültek a lakosok, a térség pusztasággá vált). Legénd újra csak 1622-ben szerepel az összeírásokban, ¼ portával, amelyet 1635-ig megőriz. 1638-ban megint kimarad, hogy azután 1647-ben ¾ portával térjen vissza.
- A levéltári források és a község történetéről író evangélikus lelkészek állítása egybevágnak arról, hogy a falut a 17. század húszas éveitől kálvinista vallású magyarok lakták, akik nem a régi katolikus templomot használták, melyet már csak mint „pusztatemplomot” emlegettek, hanem saját fatemplomuk volt és prédikátort tartottak. Életükről csak keveset tudunk. Nyoma van annak, hogy – akárcsak a többi falu – a budai töröknek deszkát szállítottak. Vélhetően az intenzív kitermelés során kezdődött meg annak a területnek az irtása, amelyre később a falu átköltözött.
- Az 1640-es években a község birtokosai között a Legéndy család leányági leszármazottait, illetve az azoktól öröklő családok tagjait találjuk: a 16–17. század fordulóján élt Legéndy Katalin és férje, Bolyky Bálint gyermekeit, a Csehy család örökségét átvevő Barsy Jánost, majd az általa birtokba juttatott Bibithi Horváth Jánost és később annak vejét, Sipeki Balás Mihályt. Mindössze egy telket bírt a községben Bosnyák Tamás füleki várkapitány is. A Bibithi Horváth és a Sipeki Balás család azután egészen a 19. század végéig szereplője maradt Legénd birtoklástörténetének. Bosnyák Tamás javai előbb a Koháry, majd a Károlyi családhoz kerültek. A Bolyky család leszármazottaitól, a 18. század elején a falu jelentős része lett – felesége, Ebeczky Mária révén – Radványi István vármegyei nótárius tulajdona.
- Elképzelhető, hogy már a 17. század közepén megjelentek a kálvinisták között a felvidékről érkező szlovák ajkú lakosok, akik először a galgagutai evangélikus egyházhoz csatlakoztak, azután 1682-ben önálló lelkészséget alapítottak.
- 1663-tól Legénd is a törökök által uralt területhez került vissza. Sorsáról csak a váci püspökség dézsmajegyzékei és az állami adóösszeírások tudósítanak. Thököly betörése Nógrád vármegyébe, Fülek 1682-es ostroma, a Bécs ellen induló török és tatár csapatok, majd a hazavonuló lengyelek és litvánok, de főként a Nógrád és Vác visszavívásával kapcsolatos hadmozdulatok, csapatmozgások és portyázások ismét elnéptelenítették Nógrád déli részét és Észak-Pest megyét. A harcok során községünk is elpusztult. Földesurai csak az 1690-es években kezdhették meg újjátelepítését, északról érkező szlovákokkal. A falu régi helyét elhagyták, magára maradt romjaiban a katolikus templom és az ősi kúria is, az új jobbágytelkek belsőségeit pedig kissé nyugatabbra, a falu mai helyén alakították ki. Tyekvicska Árpád

## Közélete

### Polgármesterei
- 1990–1994: Takács László (SZDSZ)[4]
- 1994–1998: Szavlik Zoltán (független)[5]
- 1998–2002: Szavlik Zoltán (független)[6]
- 2002–2006: Szavlik Zoltán (független)[7]
- 2006–2010: Szavlik Zoltán (független)[8]
- 2010–2014: Szavlik Zoltán (független)[9]
- 2014–2019: Tunkel Tamás Ferenc (független)[10]
- 2019–2024: Tunkel Tamás Ferenc (független)[11]
- 2024– : Tunkel Tamás Ferenc (Fidesz-KDNP)[1]

## Népesség
A település népességének változása:
| Lakosok száma | 432  | 424  | 453  | 490  | 455  | 491  | 451  | 441  |
|               | 2013 | 2014 | 2015 | 2019 | 2021 | 2022 | 2023 | 2024 |

2001-ben a település lakosságának 80%-a magyar, 12%-a szlovák, 8%-a cigány nemzetiségűnek vallotta magát.
A 2011-es népszámlálás során a lakosok 78,6%-a magyarnak, 15,7% cigánynak, 0,6% németnek, 0,2% örménynek, 22% szlováknak mondta magát (20,6% nem nyilatkozott; a kettős identitások miatt a végösszeg nagyobb lehet 100%-nál). A vallási megoszlás a következő volt: római katolikus 40%, református 1,7%, evangélikus 27,3%, görögkatolikus 0,2%, felekezeten kívüli 6,4% (24,4% nem nyilatkozott).
2022-ben a lakosság 89,6%-a vallotta magát magyarnak, 17,1% szlováknak, 12% cigánynak, 1,6% németnek, 4,9% egyéb, nem hazai nemzetiségűnek (9% nem nyilatkozott; a kettős identitások miatt a végösszeg nagyobb lehet 100%-nál). Vallásuk szerint 26,5% volt római katolikus, 18,9% evangélikus, 0,8% görög katolikus, 0,6% református, 0,8% egyéb keresztény, 9,2% felekezeten kívüli (43% nem válaszolt).

## Ismert személyek
- Feltételezhetően itt született Legéndy Katalin (?–1517) Domonkos-rendi apáca, a Gömöry-kódex másolója.[15]
- Itt született 1754. szeptember 19-én Mikszáth Kálmán apai nagyapai dédanyja, Gerengay Zsuzsanna.
- Itt hunyt el báró Tunkel Tamás Ferenc (1923–2011) magyar királyi honvéd repülőhadnagy, okleveles mezőgazdasági gépészmérnök, szakfordító.
- Itt született 1960. december 23-án Tyekvicska Árpád történész, a Nógrád Megyei Levéltár igazgatója (1999–2014).

## Látnivalók

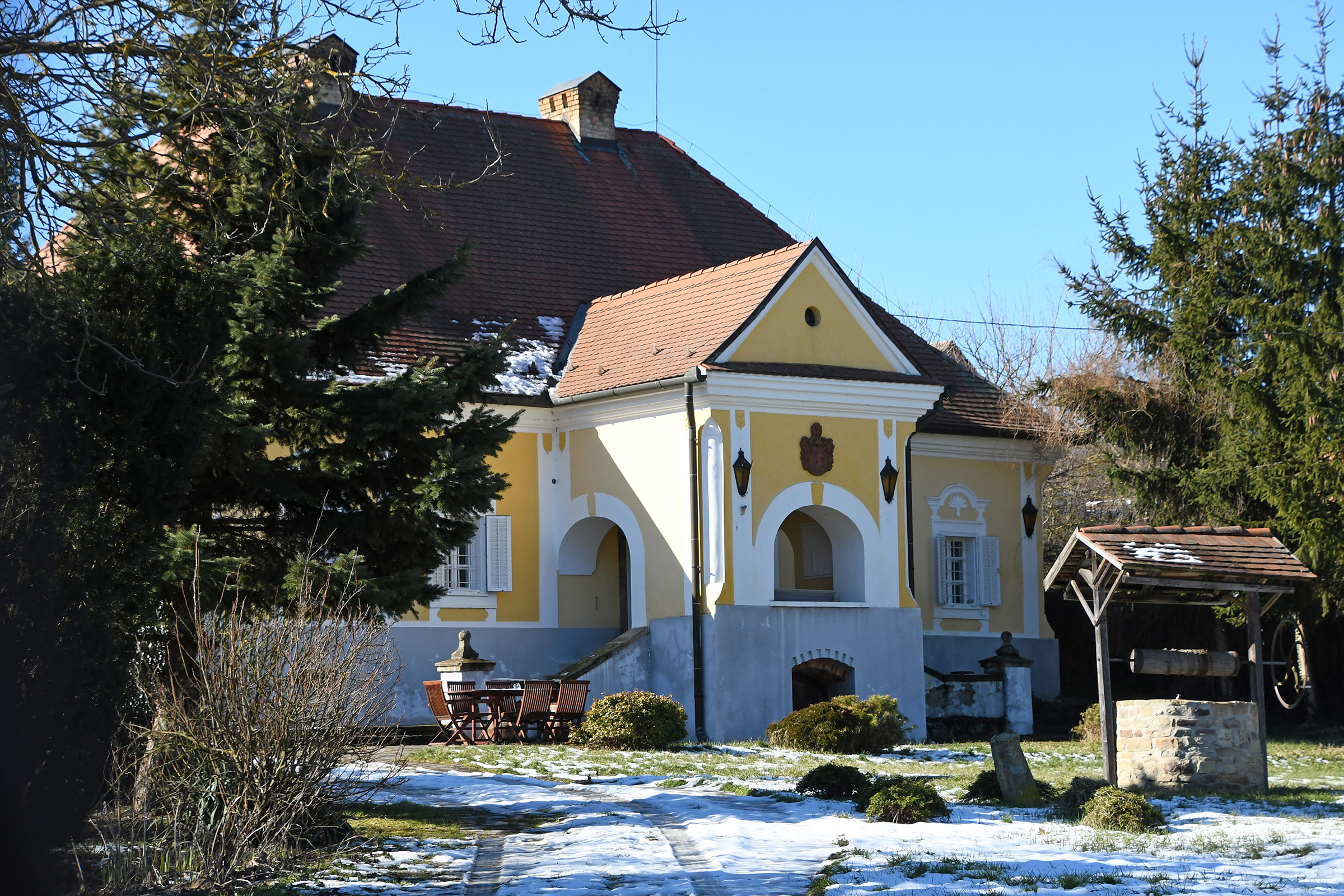
A Káldy-kastély

- Római katolikus templom, műemlék, melynek védőszentje Nagyboldogasszony. A templom építésének kezdete az Árpád-korra tehető. A templom a XV. században készült el, stílusa gótikus. A 18. század elején állapota leromlott, részben elpusztult, 1769-ben és 1888-ban barokk stílusban átépítették. A templom a település külterületén épült.
- Evangélikus templom. Műemlék, barokk stílusban épült 1807-ben. A község evangélikus egyháza az adatok szerint 1681-ben már fennállt, az egyházközség anyakönyveit 1712-től vezetik. Régi fatemploma nem a mai helyén állt. Mai templomát 1807-ben építették, de ekkor még egyeneszáródású szentélye volt. Tornyát 1812-ben építették hozzá, tetőzetét 1870-ben újjáépítették. A szentélyt 1874-75-ben alakították a mai íves formájára. A késő barokk jellegű imahely egyhajós, előreugró középtornyos, délnyugat - északkelet tájolású.
- Római katolikus kápolna. Műemlék, a település centrumában áll, stílusa klasszicista. A falu házai között álló, Klasszicista, XIX. század eleji, északnyugat - délkelet tájolású kápolna kétemeletes tornya a délkeleti oldalon előreugrik. A torony korábban épült, mérete 2,84 X 2,85 méter. Magas lábazaton álló legalsó szintjére kőlépcsők vezetnek. A harmadik szinten négy szegmentíves nyílás látható, felette egyszerű gúlasisak. A később hozzáépült kápolna ma 9,5 X 3,6 méter alapterületű, a két építmény csak falsíkokkal csatlakozik egymáshoz. Eredetileg a kápolna jóval rövidebb volt, bővítésekor korábbi alakját teljesen megváltoztatták.
- Káldy-kastély. Műemlék, a barokk stílusú kastély 1760 körül, magas lábazatra épült a Káldy család számára. Alaprajza téglalap alakú, főhomlokzatán három kosáríves nyílás található háromszögű oromzattal lezárt, előreugró tornácrésszel. A főbejárat a tornácról nyílik, melyhez kétoldalról hatszöges, faragott kőlépcső vezet. Dongaboltozatos pincéje a tornác alól nyílik. Az épületet magas, kontyolt nyeregtető fedi. A kastélyban hát helyiség van, ezek, valamint a tornác süvegboltozattal vannak fedve. Előcsarnokát négyzetes téglával burkotlák. Magántulajdonban van, nem látogatható.
- Nyáry-kastély. Műemlék, a barokk jellegű, színvonalas főépületet a Nyáry család építtette 1750 körül. Az L alakú szárnyat már a Balás család építtette hozzá a XX. század elején. A kastély régebbi része téglalap alaprajzú, egyemeletes, udvari és kerti homlokzatán enyhén előreugró középrizalitokkal. Az épületegyüttes az emelet szintjéig érő, sima lábazattal készült. Az eredeti épületrészt lizénák, falmezők, a szegmentíves ablakok vonalát követő szemöldökpárkányok, tagolt koronázópárkány, falsarok-legömbölyítések és a rizalit felett címeres, háromszögű oromzat díszíti.[16] Magántulajdonban van, nem látogatható.
- Legéndi-kilátó. A településtől délnyugatra, egy magaslaton áll a kilátó. Rövid gyalogtúrával kényelmesen elérhető, ahonnan remek kilátás nyílik Legéndre, valamint a környező dombvidékre.[17]
- Békavár. Más néven Beka-vár, Legénd község déli végétől kb. 2,3 km-re délnyugatra fekszik a Cserhát lankáin. Kizárólag gyalogosan, túraútvonalon közelíthető meg.

## Sport
- Labdarúgás:Legénd SE